# Helophorus leechi
Helophorus leechi är en skalbaggsart som beskrevs av Mccorkle 1965. Helophorus leechi ingår i släktet Helophorus och familjen halsrandbaggar. Inga underarter finns listade i Catalogue of Life.